# Fatih Yiğen
Fatih Yiğen (* 1. Juni 1983 in Kula) ist ein türkischer Fußballspieler, der aktuell für Göztepe Izmir spielt.

## Karriere
Yiğen begann mit dem Vereinsfußball in der Jugend des Amateurvereins Kulaspor und wechselte 2001 in die Jugend des Traditionsvereins Denizlispor. Im Sommer 2002 erhielt er einen Profivertrag, spielte aber weiterhin eine Spielzeit für die Reservemannschaft. Zur Saison 2003/04 wurde er an den Drittligisten Denizli Belediyespor ausgeliehen. Hier gab er sein Profidebüt bei der Zweitligabegegnung gegen Eski Spor. Nach einem Jahr bei Denizli Belediyespor wurde sein Leihvertrag zweimal um ein weiteres Jahr verlängert.
Zur Saison 2006/07 kehrte er zu Denizlispor zurück und spielte hier die nächsten sechs Jahre abwechselnd als Stamm- oder Ergänzungsspieler.
Im Sommer 2012 wurde sein auslaufender Vertrag mit Denizlispor nicht mehr verlängert und so verließ Yiğen diesen Verein. Er unterschrieb schließlich beim Ligakonkurrenten Göztepe Izmir einen neuen Vertrag.